# Adriano Maleiane
Adriano Afonso Maleiane (Matola, África Oriental Portuguesa, 6 de noviembre de 1949) es un economista y político mozambiqueño que se desempeñó como primer ministro de Mozambique desde 2022 hasta 2025.

## Biografía
Maleiane se graduó en economía en la Universidad Eduardo Mondlane y obtuvo su maestría en finanzas gerenciales en la Universidad de Londres.
Entre 1991 y 2006, Maleiane se desempeñó como gobernador del Banco de Mozambique. Se desempeñó como presidente y director ejecutivo del Banco Nacional de Inversión (BNI), el banco de desarrollo estatal de Mozambique, entre 2011 y enero de 2015.
Desde el 19 de enero de 2015, Maleiane se desempeñó como Ministro de Economía y Finanzas en el gabinete del presidente Filipe Nyussi. el 2 de marzo de 2022, Nyusi destituyó a Maleiane de su cargo. Luego fue nombrado Primer Ministro el 3 de marzo de 2022.

## Otras actividades
- Fondo Monetario Internacional (FMI), miembro ex officio de la Junta de Gobernadores[6]
- Banco Islámico de Desarrollo (BIsD), miembro de oficio de la Junta de Gobernadores[7]